# Johannes Widmann
Johannes Widmann (também conhecido como Johannes Weidemann, Weideman, Widman ou Wideman; Eger, Boémia, 1460 — Leipzig, 1498) foi um matemático alemão. Foi o primeiro a utilizar o sinal "+" (mais) e "-" (menos) na aritmética por meio de seu livro Aritmética Comercial, publicado em 1489 em Leipzig, Alemanha.